# Prealpi Comasche
Le Prealpi Comasche (dette anche Prealpi Lariane o Prealpi Luganesi orientali) sono una sottosezione delle Prealpi Luganesi. Si trovano in Italia (Provincia di Como) e in Svizzera (Canton Ticino). La vetta più alta è il Pizzo di Gino che raggiunge i 2.245 m s.l.m.

## Delimitazione
Confinano:
- a nord con le Alpi dell'Adula (nelle Alpi Lepontine) e separate dal passo San Jorio;
- a est con le Alpi Orobie e Prealpi Bergamasche (nelle Alpi e Prealpi Bergamasche) e separate dal lago di Como;
- a sud si stemperano nella Pianura Padana: Convenzionalmente a Sud di una linea immaginaria passante per i comuni di Olgiate Comasco, Como e Merone;
- a ovest con le Prealpi Varesine (nella stessa sezione alpina) e separate dal passo del Monte Ceneri.

## Suddivisione
La classificazione SOIUSA delle Prealpi Comasche è la seguente:
- Grande parte = Alpi Occidentali
- Grande settore = Alpi Nord-occidentali
- Sezione = Prealpi Luganesi
- Sottosezione = Prealpi Comasche
- Codice = I/B-11.I

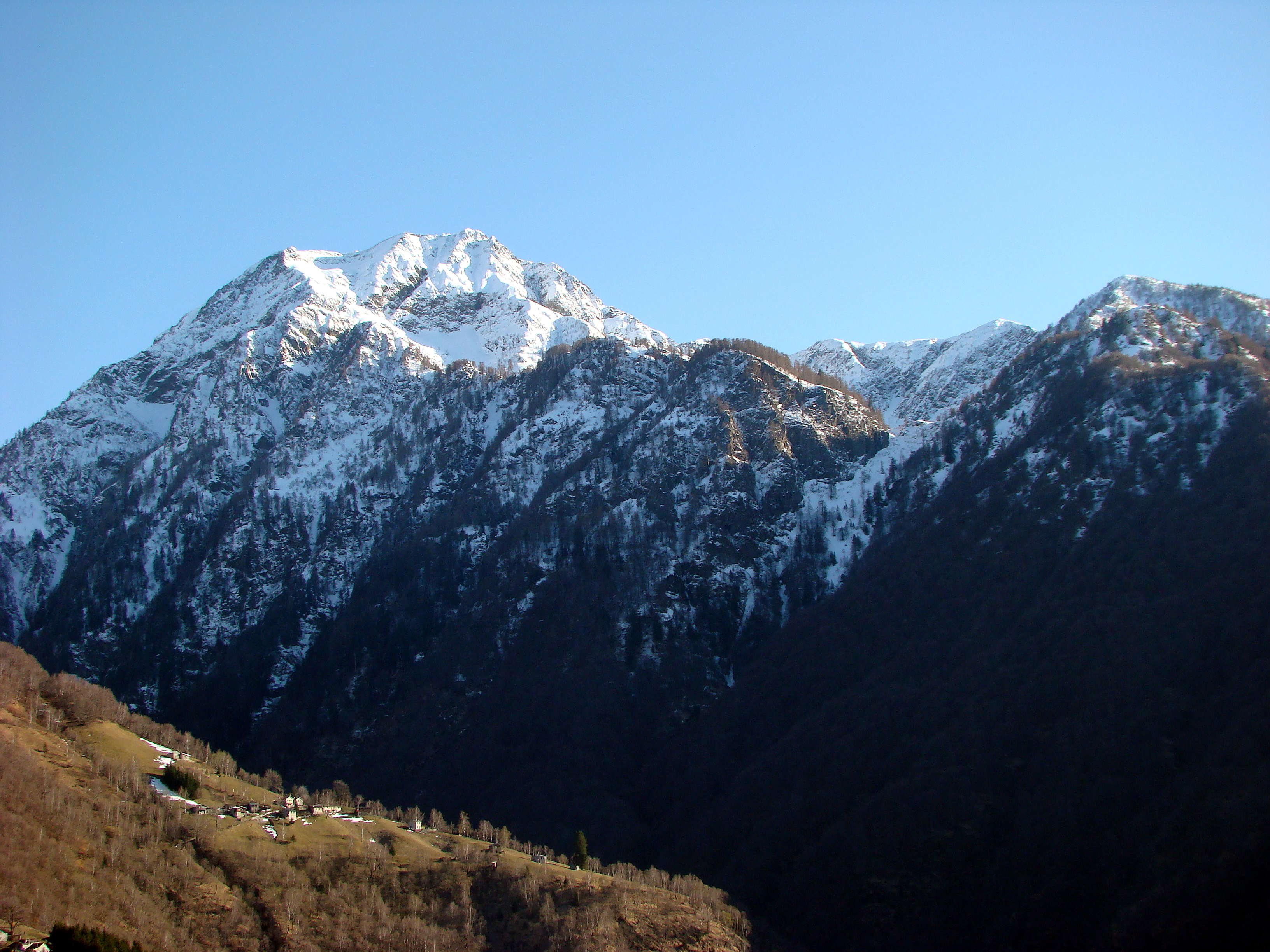
Camoghè

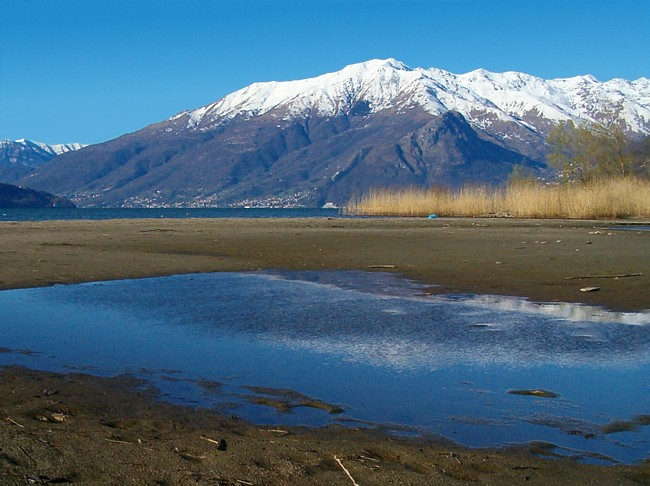
Monte Bregagno

Secondo la SOIUSA si suddividono in tre supergruppi:
- la Catena Gino-Camoghè-Fiorina a nord del lago di Lugano,
- la Catena Tremezzo-Generoso-Gordona tra il lago di Lugano e il lago di Como,
- la Catena del Triangolo Lariano tra i due rami del lago di Como.

Nei dettagli la suddivisione nei tre supergruppi, nove gruppi e nove sottogruppi è la seguente:
- Catena Gino-Camoghè-Fiorina (A)
  - Gruppo di Gino (A.1)
  - Gruppo Camoghè-Bar (A.2)
    - Sottogruppo del Camoghè (A.2.a)
    - Sottogruppo Bar-Caval Drossa (A.2.b)
    - Sottogruppo del San Salvatore (A.2.c)

  - Gruppo di Fiorina (A.3)
- Catena Tremezzo-Generoso-Gordona (B)
  - Gruppo del Tremezzo (B.4)
  - Gruppo del Generoso (B.5)
    - Massiccio del Generoso (B.5.a)
    - Sottogruppo della Sighignola (B.5.b)

  - Gruppo Gordona-Bisbino (B.6)
- Catena del Triangolo Lariano[3] (C)
  - Gruppo del Palanzone (C.7)
  - Gruppo del San Primo (C.8)
    - Massiccio del San Primo (C.8.a)
    - Sottogruppo dell'Oriolo (C.8.b)

  - Gruppo dei Corni di Canzo (C.9)
    - Sottogruppo dei Corni di Canzo (C.9.a)
    - Sottogruppo Barro-Crocione (C.9.b)

## Vette principali
Le montagne principali sono:
- Pizzo di Gino - 2.245 m s.l.m.
- Camoghè - 2.226 m
- Gazzirola - 2.116 m
- Monte Bregagno - 2.107 m
- Monte Bar - 1.814 m
- Cima di Fiorina - 1.810 m
- Monte Generoso - 1.701 m
- Monte di Tremezzo - 1.700 m
- Monte Galbiga - 1.698 m
- Monte San Primo - 1.685 m

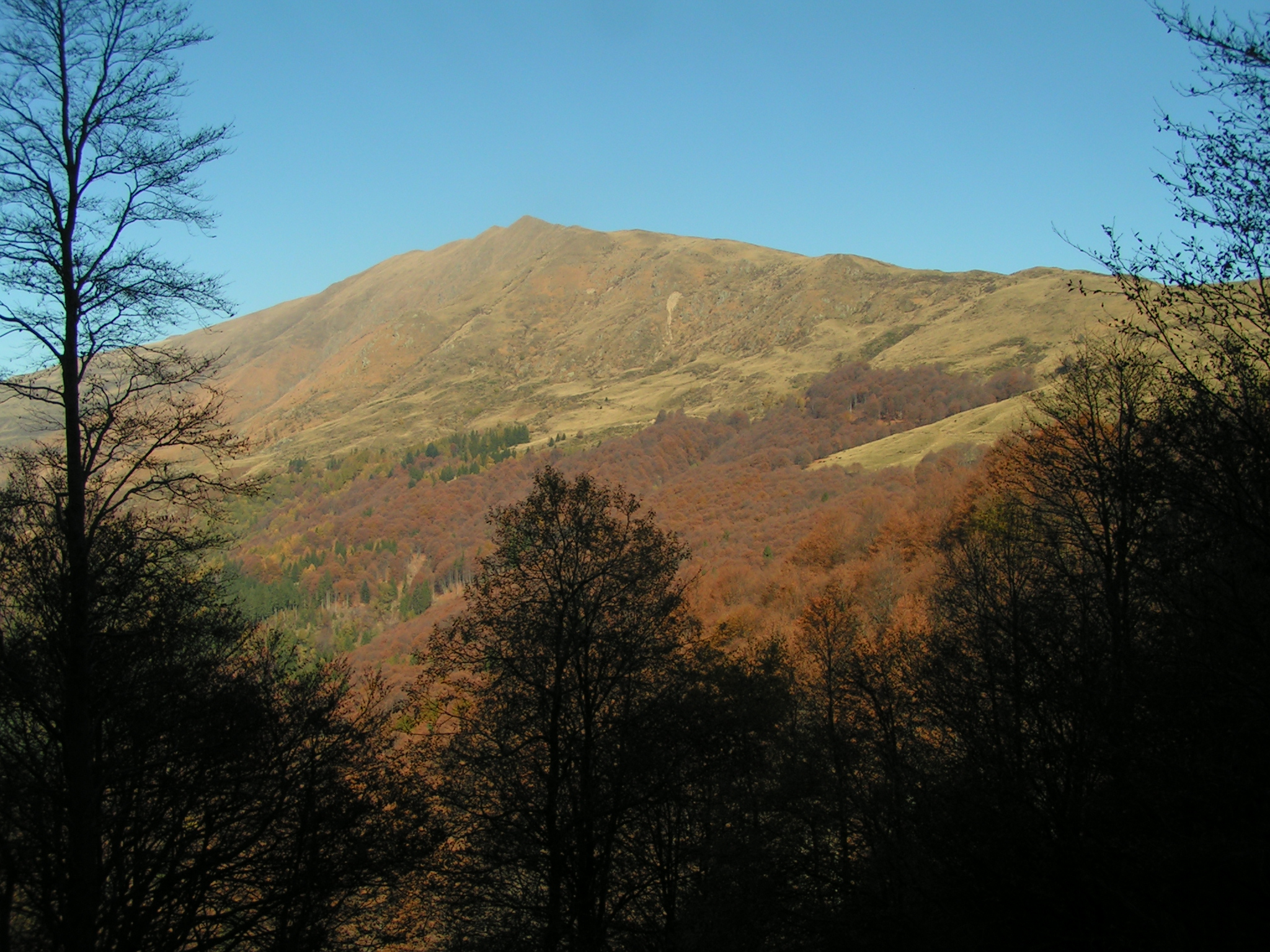
Gazzirola

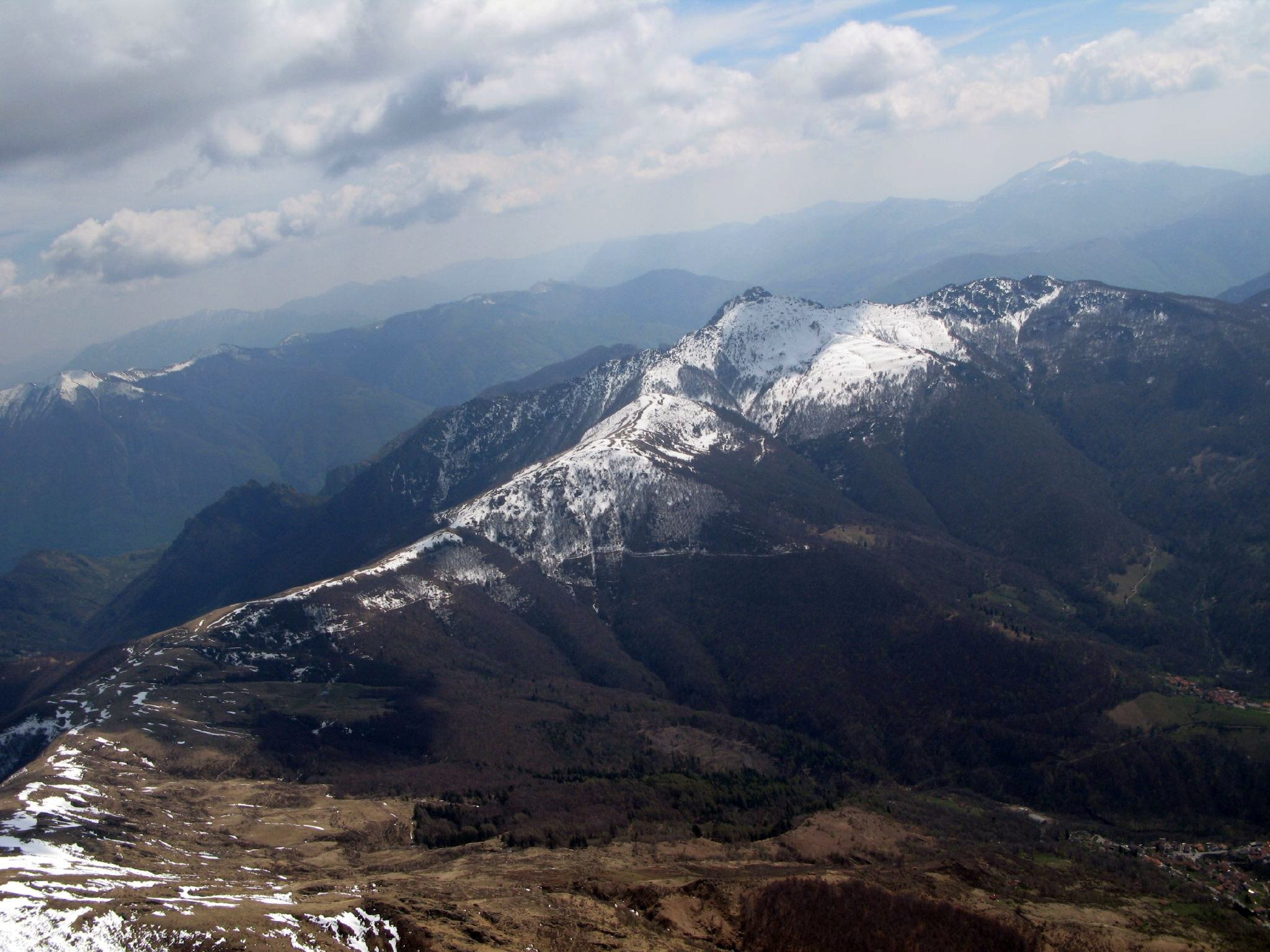
Cima di Fiorina

- Denti della Vecchia - 1.492 m
- Pizzo della Croce - 1.491 m
- Monte Palanzone - 1.436 m
- Sasso Gordona - 1.410 m
- Monte Colmegnone - 1.383 m
- Corni di Canzo - 1.373 m
- Monte Bisbino - 1.325 m
- Sighignola - 1.320 m
- Bollettone - 1.317 m
- Cornizzolo - 1.241 m
- Monte San Salvatore - 912 m
- Monte Sasso - 618 m